# Alpine Way
Der Alpine Way ist eine Hauptverbindungsstraße im Südosten des australischen Bundesstaates New South Wales. Er verbindet die Kosciuszko Road und den Barry Way in Jindabyne mit dem Murray Valley Highway und der Tooma Road nordwestlich von Khancoban.

## Geschichte
Der Alpine Way entstand ca. 1950 als Teil der Zufahrt zum Snowy-Mountains-System. Allerdings wurde er erst in den 1990er-Jahren fertig asphaltiert.

## Verlauf
Die Straße zweigt in Jindabyne von der Kosciuszko Road nach West-Südwesten ab und tritt nach ca. 15 km in den Kosciuszko-Nationalpark ein. Entlang des Südufers des Thredbo River und durch den Wintersportort Thredbo zieht sie zum Kamm der Great Dividing Range, den sie an der Dead Horse Gap erreicht. Nach Überwindung des Passes führt sie weitere 10 km nach West-Südwesten bis zum Oberlauf des Murray River an der Grenze nach Victoria bei der Siedlung Tom Groggin.
Der Alpine Way quert den Fluss nicht, sondern biegt scharf nach Norden ab und führt weiter durch den Nationalpark nach Geehi, wo er den Swampy Plain River überquert. Von Geehi setzt er seinen Weg weiter bis nach Khancoban fort und biegt dort nach Nordwesten ab. Etwa 5 km nordwestlich dieser Siedlung trifft er auf die von Nordosten kommende‚’Tooma Road’’ und endet am östlichen Ende des Murray Valley Highway (R16), unweit der Grenze zu Victoria.
Die zweispurig ausgebaute Straße ist sehr kurvig und bietet großartige Ausblicke auf die höchsten Berge Australiens, die bekanntesten Skigebiete des Kontinents und die Murray-Schlucht.

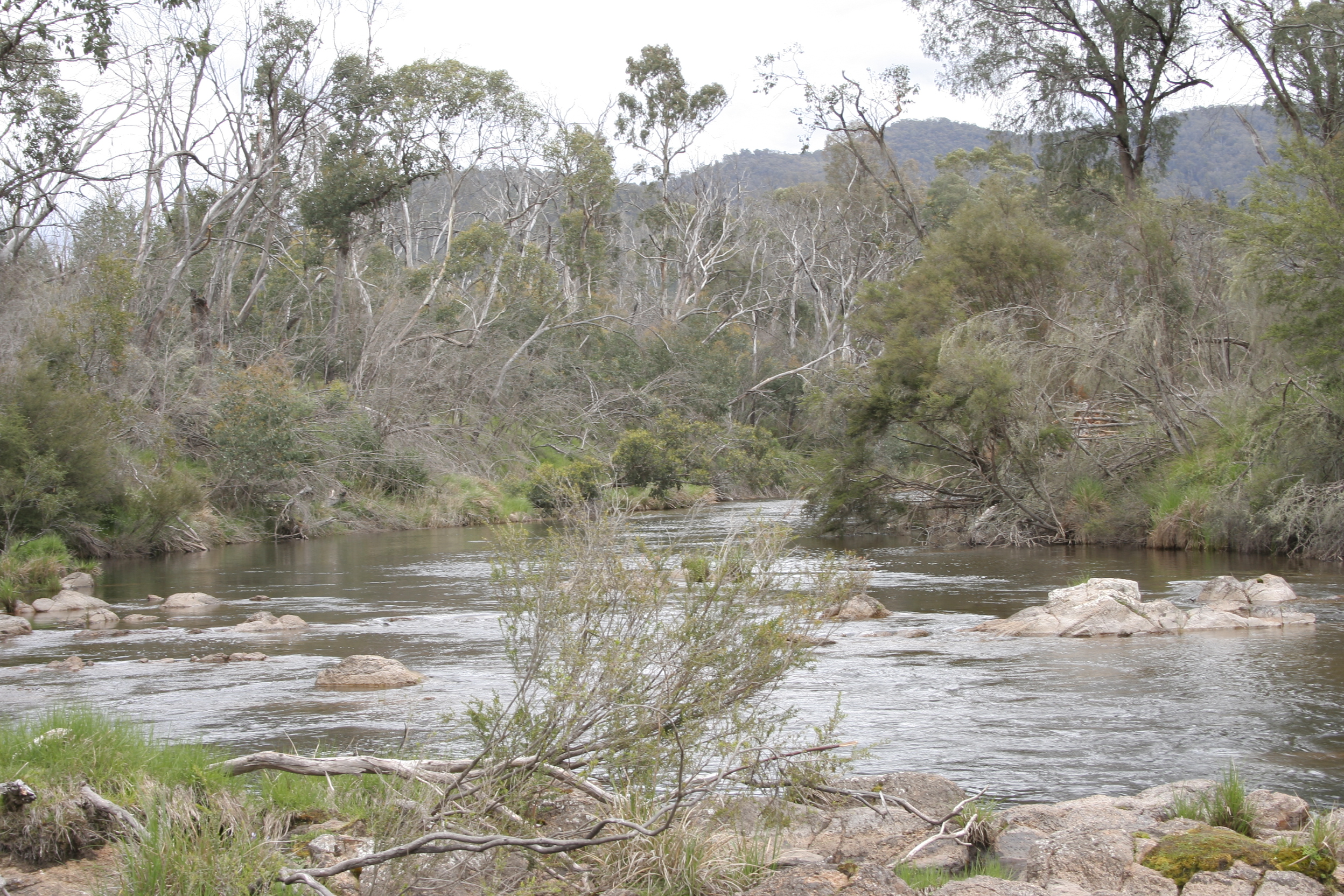
Murray River bei Tom Groggin
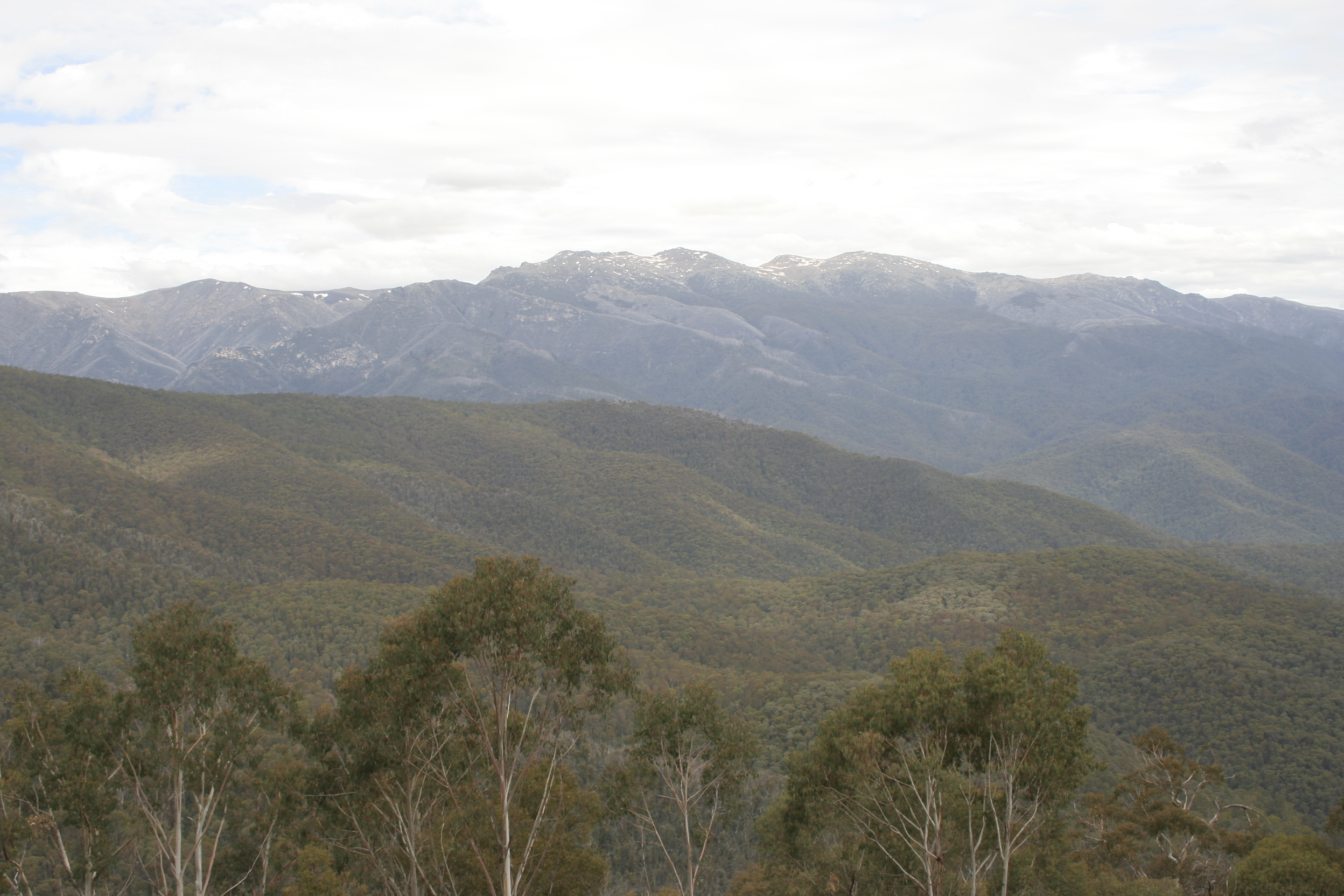
Geehi Walls beim Mount Kosciuszko vom Alpine Way aus